# Datsun Cross
O Datsun Cross é um crossover do segmento B produzido pela fabricante de automóveis japonesa Datsun de 2018 a 2020, inicialmente projetado para o mercado indonésio. Ele fazia parte da estratégia da aliança Renault-Nissan-Mitsubishi de reintroduzir a marca Datsun, descontinuada na década de 1980, como uma marca de baixo custo para mercados emergentes.
Este crossover de cinco portas foi oferecido na Indonésia a partir de janeiro de 2018. O Cross foi produzido pela Nissan Motor Indonesia em Purwakarta, Java Ocidental, na Indonésia.

## Premissas
A Datsun revelou anteriormente um carro conceito de carroceria crossover no Salão do Automóvel de Tóquio de 2015. Este modelo foi chamado de "Go Cross".

## Características técnicas
O Cross tem suspensão fora de estrada e distância do solo de 200 mm, o que o torna adequado para estradas irregulares. Ao mesmo tempo, ele se posiciona no mercado como um espaçoso veículo familiar de 7 lugares. O Cross é equipado com um motor a gasolina de 1,2 litro que produz 50 kW ou 58 kW de potência. O torque máximo é de 104 N·m. A caixa de velocidades é manual ou continuamente variável.
O Cross vem com a tecnologia Vehicle Dynamic Control como padrão, que inclui freios antibloqueio, controle de tração e assistência de frenagem. Airbags para motorista e passageiro dianteiro também são padrão. O Cross é equipado com faróis baixos de LED e faróis de neblina.